# Joyce Carey
Joyce Carey (Londra, 30 marzo 1898 – Londra, 28 febbraio 1993) è stata un'attrice inglese.

## Biografia
Joyce Carey nacque come Joyce Lilian Lawrence, figlia dell'attore Gerald Lawrence, un idolo delle matinée che era stato un giovane nella compagnia di Shakespeare di Henry Irving, e di sua moglie, l'attrice Lilian Braithwaite, una delle principali star del West End. Carey frequentò la Florence Etlinger Dramatic School.
La Carey fece il suo debutto teatrale nel 1916, all'età di 18 anni, nel ruolo della principessa Katherine in una produzione tutta al femminile di Enrico V. Si unì alla compagnia di Sir George Alexander al St James's Theatre interpretando Jacqueline, una contessa francese, in The Aristocrat. Dopo una serie di ruoli nel West End in commedie leggere, la Carey ha assunto ulteriori parti shakespeariane, apparendo a Stratford-upon-Avon come Anne Page, Perdita, Titania, Miranda e Giulietta. Negli anni successivi aggiunse Hermia, Celia e Olivia al suo repertorio shakespeariano, tra un'apparizione regolare nelle commedie del West End.

## Filmografia parziale

### Cinema
- God and the Man, regia di Edwin J. Collins (1918)
- Because, regia di Sidney Morgan (1918)
- Colonel Newcome, regia di Fred Goodwins (1920)
- Eroi del mare (In Which We Serve), regia di Noël Coward (1942)
- Spirito allegro (Blithe Spirit), regia di David Lean (1945)
- The Way to the Stars, regia di Anthony Asquith (1945)
- Breve incontro (Brief Encounter), regia di David Lean (1945)
- Prigioniero della paura (The October Man), regia di Roy Baker (1947)
- London Belongs to Me, regia di Sidney Gilliat (1948)
- It's Hard to Be Good, regia di Jeffrey Dell (1948)
- The Chiltern Hundreds, regia di John Paddy Carstairs (1949)
- Lo spirito, la carne, il cuore (The Astonished Heart), regia di Terence Fisher e Antony Darnborough (1950)
- L'amore è bello (Happy Go Lovely), regia di H. Bruce Humberstone (1951)
- Piangi mio amato paese (Cry, the Beloved Country), regia di Zoltán Korda (1951)
- Street Corner, regia di Muriel Box (1953)
- La fine dell'avventura (The End of the Affair), regia di Edward Dmytryk (1955)
- Stolen Assignment, regia di Terence Fishe (1955)
- Amami... e non giocare (Loser Takes All), regia di Ken Annakin (1956)
- Alive and Kicking, regia di Cyril Frankel (1959)
- Il diavolo nello specchio (Libel), regia di Anthony Asquith (1959)
- Il ruvido e il liscio (The Rough and the Smooth), regia di Robert Siodmak (1960)
- Let's Get Married, regia di Peter Graham Scott (1960)
- Nearly a Nasty Accident, regia di Don Chaffey (1961)
- Il dubbio (The Naked Edge), regia di Michael Anderson (1961)
- Bobby il cucciolo di Edimburgo (Greyfriars Bobby), regia di Don Chaffey (1961)
- International Hotel (The V.I.P.s), regia di Anthony Asquith (1963)
- The Eyes of Annie Jones, regia di Reginald Le Borg (1964)
- A Jolly Bad Fellow, regia di Don Chaffey (1964)
- A Nice Girl Like Me, regia di Desmond Davis (1969)
- Peccato d'amore (Lady Caroline Lamb), regia di Robert Bolt (1972)
- Father, Dear Father, regia di William G. Stewart (1973)
- Il caso Drabble (The Black Windmill), regia di Don Siegel (1974)

### Televisione
- Douglas Fairbanks, Jr., Presents - serie TV, episodio 3x01 (1954)
- Caro papà (Father, Dear Father) - serie TV, 11 episodi (1968-1973)
- Gli infallibili tre (The New Avengers) - serie TV, episodio 1x01 (1976)